# Campeonato de Fútbol de Costa Rica 1960
El Campeonato Liga de Fútbol de Costa Rica de 1960 fue la edición número 40 en disputarse, organizada por la FEDEFUTBOL.
Alajuelense consigue el primer tricampeonato de su historia, y único en muchos años, hasta que lo volvió a lograr en la campaña  2001-2002. 
Luego de celebrar el tricampeonato, los erizos emprenden una gira alrededor del mundo.
El Club Sport La Libertad tiene un regreso efímero a Primera División, ya que desciende el mismo año, para nunca más volver a la máxima categoría, se da la primera pérdida de uno de los equipos grandes del fútbol costarricense, esto le ocurriría también al Orión F.C. y Gimnástica Española, en la misma década.

## Equipos participantes
| Provincia | N.º | Equipos                                            |
| --------- | --- | -------------------------------------------------- |
| San José  | 4   | Gimnástica Española, La Libertad, Orión y Saprissa |
| Alajuela  | 2   | Alajuelense y El Carmen                            |
| Cartago   | 1   | Cartaginés                                         |
| Heredia   | 1   | Herediano                                          |

## Formato del Torneo
El torneo disputado a dos vueltas. Los equipos debían enfrentarse todos contra todos, el último lugar descendería automáticamente a Segunda División. 

## Tabla de posiciones
| Equipo | Pts | PJ | PG | PE | PP | GF | GC | DG  |
| --- | --- | -- | -- | -- | -- | -- | -- | --- |
| Liga Deportiva Alajuelense | 24  | 14 | 11 | 2  | 1  | 44 | 13 | +31 |
| Club Sport Herediano | 20  | 14 | 9  | 2  | 3  | 38 | 15 | +23 |
| Deportivo Saprissa | 19  | 14 | 8  | 3  | 3  | 38 | 18 | +20 |
| Club Sport Cartaginés | 16  | 14 | 7  | 2  | 5  | 24 | 22 | +2  |
| El Carmen F.C. | 10  | 14 | 4  | 2  | 8  | 18 | 31 | -13 |
| Sociedad Gimnástica Española | 10  | 14 | 3  | 4  | 7  | 19 | 33 | -14 |
| Orión F.C. | 8   | 14 | 2  | 4  | 8  | 22 | 37 | -15 |
| Club Sport La Libertad | 5   | 14 | 2  | 1  | 11 | 15 | 49 | -34 |
| Pts – Puntos; PJ – Partidos Jugados; PG - Partidos Ganados; PE - Partidos Empatados; PP - Partidos Perdidos; GF – Goles a Favor; GC – Goles en Contra; DG – Diferencia de Goles |     |    |    |    |    |    |    |     |

|  |                  |
|  | Campeón Nacional |

|  |                                     |
|  | Descenso Directo a Segunda División |

| Campeón Liga Deportiva Alajuelense Campeonato #9 |

Planilla del Campeón: Carlos Alvarado, Álvaro Vega, José Luis Quesada, Edgar Barrantes, Edgar Zúñiga, Francisco Montanaro, Orlando Chambers, Eduardo Salas, José Villalobos, Walter Pearson, Carlos Enrique Herrera, Isaías Esquivel, Juan Ulloa, Guillermo Acuña, Oldemar Bolaños, Juan González Soto, Juan José Gámez.

## Goleadores
| Jugador                | Equipo                       | Goles |
| ---------------------- | ---------------------------- | ----- |
| Juan Ulloa             | Alajuelense                  | 19    |
| Óscar Bejarano         | Herediano                    | 12    |
| Jorge Monge            | Saprissa                     | 10    |
| Marcial Vargas         | Sociedad Gimnástica Española | 10    |
| Carlos Enrique Herrera | Alajuelense                  | 9     |
| Rigoberto Rojas        | Saprissa                     | 9     |
| Mario Murillo          | Herediano                    | 8     |

## Descenso
| Descenso campeonato 1960      | Descenso campeonato 1960       |
| ----------------------------- | ------------------------------ |
| Descendido a Segunda División | Club Sport La Libertad         |
| Ascenso a Primera División    | Club Sport Uruguay de Coronado |

## Torneos
| Predecesor: Campeonato 1959 | Liga de Fútbol de Costa Rica Campeonato 1960 | Sucesor: Campeonato 1961 (ASOFUTBOL) |